# Helmuth Baumgartem Airport
Helmuth Baumgartem Airport (engelska: Lontras Airport) är en flygplats i Brasilien.   Den ligger i kommunen Lontras och delstaten Santa Catarina, i den södra delen av landet, 1 300 km söder om huvudstaden Brasília. Helmuth Baumgartem Airport ligger 330 meter över havet.
Terrängen runt Helmuth Baumgartem Airport är huvudsakligen kuperad, men den allra närmaste omgivningen är platt. Helmuth Baumgartem Airport ligger nere i en dal. Närmaste större samhälle är Rio do Sul, 11,5 km sydväst om Helmuth Baumgartem Airport.
I omgivningarna runt Helmuth Baumgartem Airport växer i huvudsak städsegrön lövskog. Runt Helmuth Baumgartem Airport är det glesbefolkat, med 13 invånare per kvadratkilometer.